# Vaccinium wrightii
Vaccinium wrightii är en ljungväxtart som beskrevs av Asa Gray. Vaccinium wrightii ingår i Blåbärssläktet, och familjen ljungväxter. Utöver nominatformen finns också underarten V. w. formosanum.

## Bildgalleri

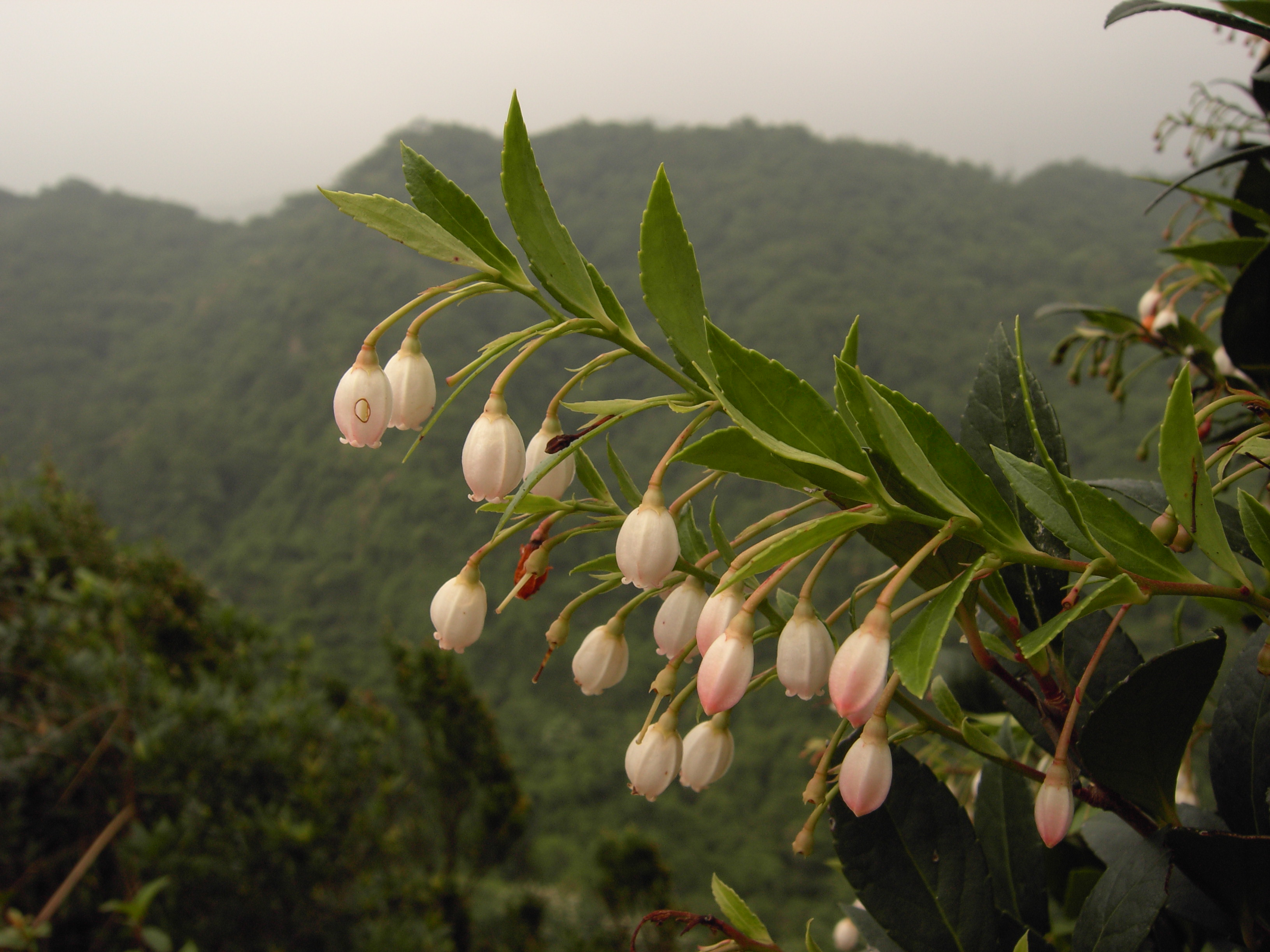